# Мирослав Балка
Мирослав Балка (16 грудня 1958, Варшава) — скульптор. Також займається малюванням, експериментальним фільмом та звуком. Професор Академії образотворчих мистецтв у Варшаві. Живе та працює в Отвоцьку.

## Біографія
У 1985 році закінчив кафедру скульптури Академії образотворчих мистецтв у Варшаві, де з 2011 року керує студією просторової діяльності на факультеті медіа-мистецтв.
У 1986—1989 роках разом із Мірославом Філоником та Мареком Кієвським створив художню групу «Свідомість».
Є членом Академії дер-Кюнсте в Берліні.
У 80-х роках Балка створив фігуративні скульптури, пов'язані із течією неоекспресіонізму. З початку 90-х звернувся до мінімалістичних скульптурних композицій, матеріалом яких є прості матеріали, такі як необроблений камінь, дерево, сіль, зола, органічні речовини. Основна тема скульптур та композицій Балки — це людське тіло та супутні «повсякденні» предмети та речовини, а також пам'ять, пов'язана з тілом. У його творчості з'являються алюзії на швидкоплинність, важлива також тема Голокосту.
Є автором пам'ятника жертвам катастрофи парому «Естонія» у Стокгольмі (1998 р.), а також численних просторових реалізацій, серед інших AUSCHWITZWIELICZKA, Краків 2010 та HEAL, Каліфорнійський університет, Сан-Франциско 2009. У 2017 році створив роботу  «[(.;,:?!–…)]» у Галереї Однієї Праці Сілезького музею в Катовицях.
Створив сценографію для робіт Павла Микетина: Чарівна гора (2015) і Herr Thaddäus (2017).
У 2012 році була опублікована стенограма розмов Балки з професором Зігмунтом Бауманом (Bauman / Bałka, під редакцією Катажини Боярської, Національний центр культури, Варшава 2012). Бауман також написав тексти для каталогів виставок Балки: Фрагмент, Центр сучасного мистецтва Замок Уяздовскі, Варшава 2011, How It Is, Tate Modern, Лондон 2009 та 17 х 23,5 х 1,6, White Cube, Лондон 2008.

## How It Is

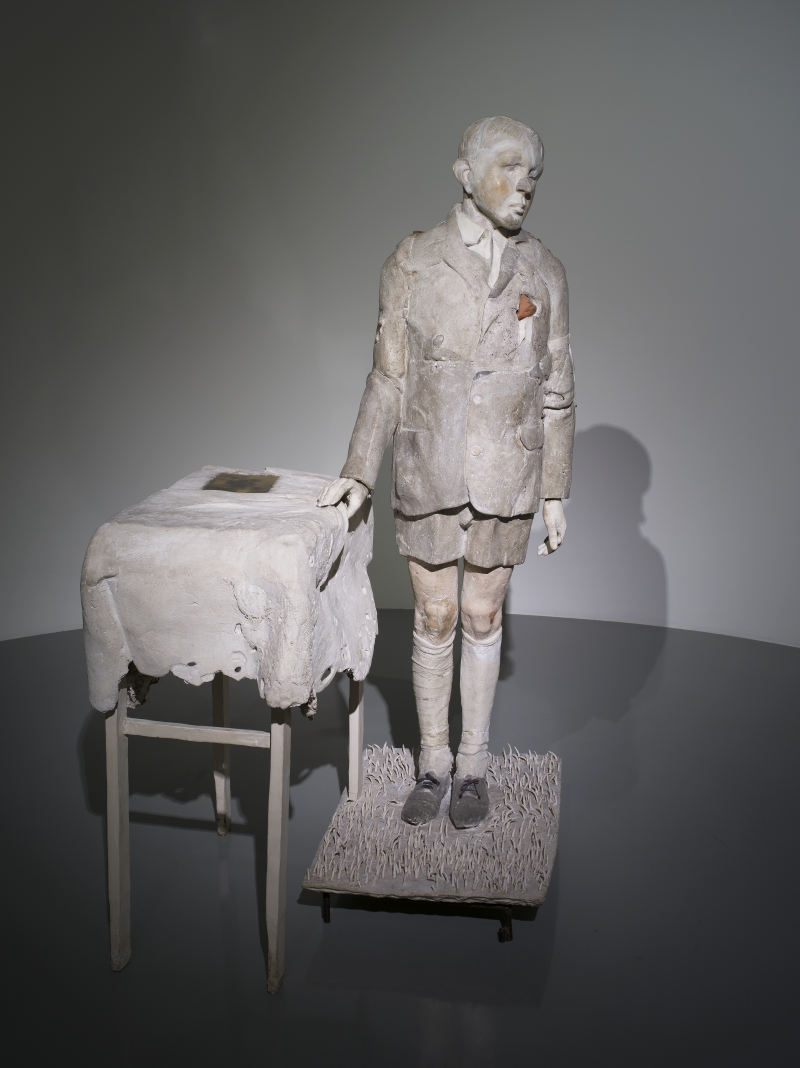
Мирослав Балка, Пам'ятка 1-го Святого Причастя, 1985, колекція Музею мистецтва в м.Лодзь.

У 2009 році Мирославу Балці було запропоновано виставити свої роботи в головній залі лондонської галереї Tate Modern як десятого митця в історії цього закладу.
Художник створив величезний металевий контейнер, висотою 13 метрів і шириною 10 метрів, інтер'єр якого повністю темний і додатково покритий світлопоглинальним матеріалом. Єдине джерело світла, що потрапляє до відвідувачів всередині цієї інсталяції, — це прямокутний вхідний отвір, до якого веде пандус. Робота Балки трактується як посилання на події 20 століття та новітню історію Польщі — Голокост, трансформації та невизначеність, пов'язані з ним, або еміграція. Згідно деяких думок, цей твір також є спробою привернути увагу реципієнтів до оригінальних компонентів мистецтва, таких як тиша, медитація чи інтуїтивне переживання реальності.
Проект називається How Is Is, цей заголовок є посиланням на назву твору Семюеля Беккета. Британська преса оцінила роботу як одну з найкращих інсталяцій, виставлених дотепер у Машинній Залі (пол. Turbine Hall, пол. Hala Turbin). Її виставляли з 13 жовтня 2009 року по 5 квітня 2010 року.

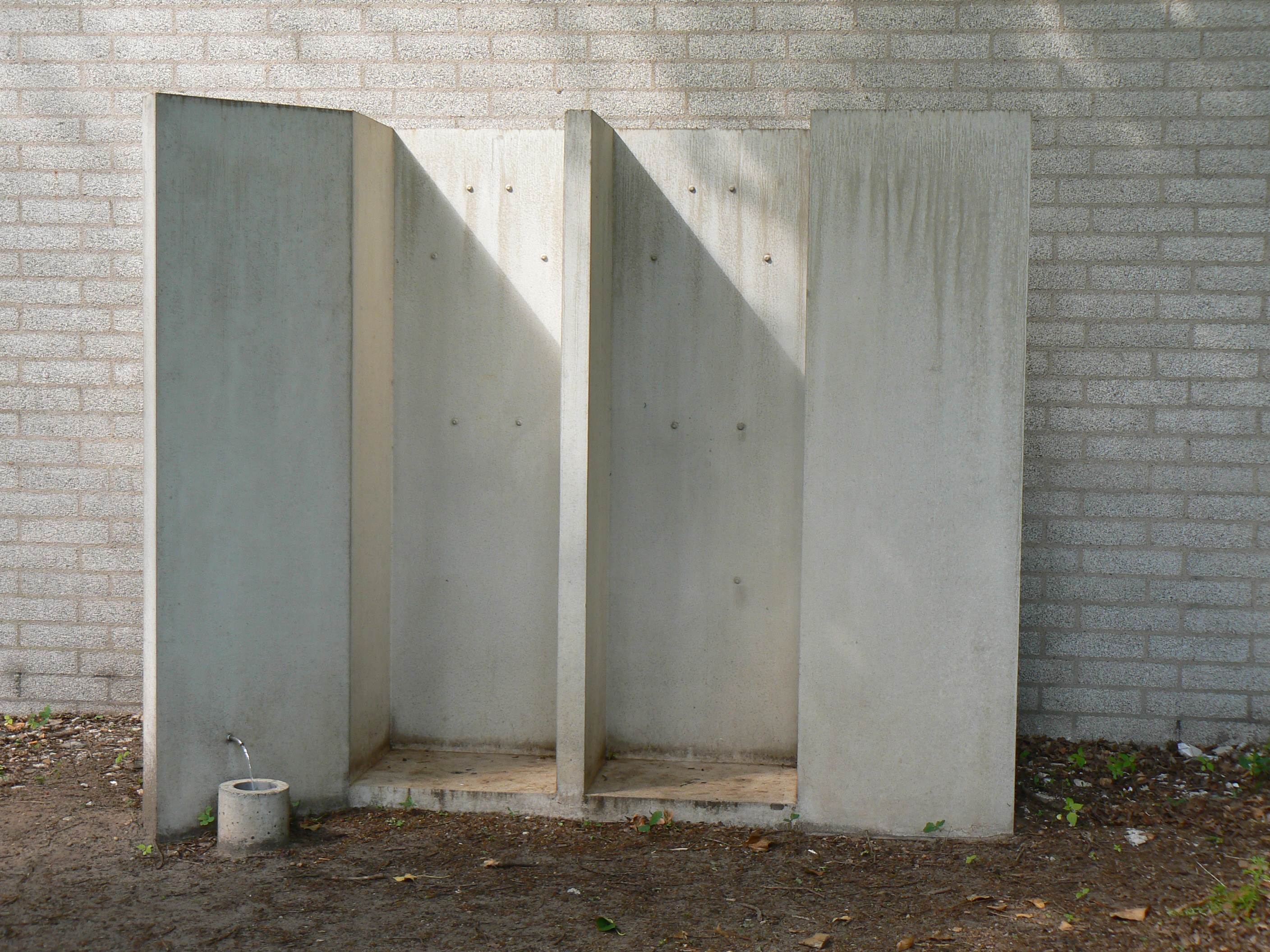
Мирослав Балка, Fountain, 2008. Креллер-Мюллер, Королівство Нідерландів

## Ретроспективні вистави 2015-2017
Найбільшою презентацією творчості Балки на сьогоднішній день у Польщі була виставка Мирослав Балка: Нерв. Конструкція пол. Mirosław Bałka: Nerw. Konstrukcja (27 листопада 2015 — 13 березня 2016), організована Музеєм мистецтв у Лодзі. На ній зібрано твори, що повстали протягом трьох десятиліть, від шкільних малюнків до сучасних проектів, створених спеціально для виставки. Серед них були фігури 80-х років, твори, виконані зі знайдених предметів та скульптур, а також малюнки, ескізи та приватні записки. Лінійну, хронологічну розповідь замінює концентрація на теми та мотиви, що повторюються у творчості Балки, які пов'язані з літературою ХХ століття, класичною міфологією, релігією чи історією: тіло, смерть, пожадання чи пам'ять.
Під час виставки в музеї мистецтв в Лодзі Балка ініціював серію з трьох великих індивідуальних виставок. Їх метою було спробувати ретроспективно переглянути попередній, понад тридцятирічний період творчої роботи. Подальші виставки відбулися у 2017 році: CROSSOVER / S у Pirelli Hangar Bicocca у Мілані та DIE SPUREN у музеї Morsbroich у Леверкузені. Виставка CROSSOVER / S була відзначена The New York Times як одна з найкращих виставок 2017 року.

## Вибрані персональні виставки
- 2019 — Random Access Memory, White Cube, Лондон[9]
- 2017 — DIE SPUREN, Museum Morsbroich, Леверкузен[10]
- 2017 — CROSSOVER/S, Pirelli Hangar Bicocca, Мілан[11]
- 2015 — NERW. KONSTRUKCJA, Музей мистецтва MS1, Лодзь[12]
- 2014 — DIE TRAUMDEUTUNG 75,32m AMSL, Freud Museum, Лондон[13]
- 2014 — Fragment, Galeria Labirynt, Люблін[14]
- 2013 — Fragment, Centre for Contemporary Art / Vinzavod, Moskwa[14]
- 2011 — Fragment, Akademie der Künste, Берлін та Центр Сучасного Мистецтва, Варшава[14]
- 2010 — ctrl, Monasterio San Domingo de Silos / Museo Reina Sofia, Мадрит[15]
- 2010 — Wir Sehen Dich, Kunsthalle, Карлсруе[16]
- 2009 — Topography, Modern Art Oxford, Оксфорд[17]
- 2009 — How It Is, Turbine Hall, Unilever Series, Tate Modern, Лондон[17]
- 2007 — Cruzamento, Museo de Arte Moderna, Ріо-де-Жанейро[18]
- 2006 — Lichtzwang, Kunstsammlung Nordrhein Westfalen K21, Дюссельдорф[19]
- 2004 — Bon voyage, Musée d'Art Moderne at Contemporain, Страсбург[20]
- 2001 — Around 21˚15'00"E 52˚06'17"N +GO-GO (1985—2001), SMAK, Гент[21] oraz Zachęta, Warszawa[22]
- 2000 — Between meals, The National Museum of Art, Осака
- 1997 — Selection, Museet for Samtidskunst, Осло[23]
- 1995 — Dawn, Tate Britain, Лондон[24]
- 1994 — 37.1, The Lannan Foundation, Лос-Анджелес[25]
- 1994 — Laadplatform + 7 werken (Die Rampe), Van Abbemuseum, Ейндховен[26]
- 1994 — Rampa, Музей мистецтва, Лодзь[26]
- 1992 — 36,6, The Renaissance Society, Чикаго[27]

## Вибрані групові виставки
Мірослав Балка брав участь у важливих міжнародних виставках, серед яких: Венеційська бієнале (1990, 2003, 2005, 2013; у 1993 році представляв Польщу), documenta IX у Касселі (1992), Бієнале у Сіднеї (1992, 2006),  The Carnegie International в Пітсбурзі (1995), Бієнале в Сан-Паулу (1998), Бієнале в Ліверпулі (1999), Бієнале в Санта-Фе (2006).

## Праці в колекціях
Твори Мирослава Балки знаходяться у більшості найважливіших музейних колекцій світу, серед яких: Tate Modern /Лондон, Van Abbemuseum /Ейндговер, MOCA / Лос-Анджелес, SFOMA / Сан-Франциско, MoMA / Нью-Йорк, Музей Гіршхорна / Вашингтон, Художній інститут / Чикаго, Музей мистецтв Карнегі / Пітсбург, Museu Serralves / Порто, Модерна Музей / Стокгольм, Кіасма / Гельсінкі, Кроллер Мюллер / Оттерло, Національний музей мистецтв / Афіни, Національний художній музей / Осака, Музей Ізраїлю / Єрусалим, Музей мистецтв Тель-Авіва, Колекція Ламберта / Авіньйон, Middelheimmuseum / Антверпен, Фундасіон Ботін / Сантандер, Музей сучасного мистецтва / Загреб. У Польщі, серед інших: Музей мистецтв / Лодзь, Центр сучасного мистецтва / Варшава, Захетта — Національна галерея мистецтв / Варшава, Музей сучасного мистецтва / Варшава, Національний музей / Вроцлав, MOCAK / Краків, Лабіринт / Люблін, Арсенал / Білосток.

## «Отвоцьк»
«Отвоцьк» — проєкт, започаткований у 2010 році. Це спроба подивитися на титульне місто крізь призму мистецтва. В Отвоцку знаходиться родинний дім Мирослава Балки, який художник перетворив на студію. Студія надихнула на роздуми про взаємозв’язок між мистецтвом та простором, у якому створюється мистецтво. Художники та автори, запрошені до проекту, створюють відповідно до існуючого контексту. Їх твори та жести розкривають нові шари прихованого сенсу, фактів та асоціацій.
Досі в Отвоцьку працювали:  Lara Almarcegui, Marc Camille Chaimowicz, Roger Cook, Tacita Dean, Teresa Gleadowe, Jos de Gruyter i Harald Thys, Habima Fuchs, Кристина Лучак-Сурувка, Taus Makhacheva, Кася Мархевскі, Мацей Марил, Анна Мольська, Charlotte Moth, Блажей Піндор, Марек Понцінський, Пйотр Панзінський, Joseph Rykwert, Рената Сенктас, Mike Sperlinger/LUX, Luc Tuymans i Aleksandra Waliszewska, а також студенти Студії просторової діяльності Варшавської Академії мистецтв.
7 сезон «Отвоцька» відбувся 7 квітня 2018 року і був присвячений Лоуренсу Вайнеру. Художник створив твір на стіні студії Мирослава Балки в Отвоцьку. Спричинився інтервенсії в локальній пресі.
Куратор проекту — Кася Редзіш (пол. Kasia Redzisz). «Отвоцьк» у 2010-2016 роках реалізований був завдяки Open Art Projects та Мірославу Балці.
З 2018 року координатором проекту є Студія Мирослава Балки.

## Майстерня просторової діяльності
Студія просторової діяльності була створена на факультеті мультимедійних комунікацій Університету мистецтв у Познані в результаті трансформації майстерні з трансплантації скульптури факультету художньої освіти, сформованої із студії відкритої скульптури, заснованої Мирославом Балкою у 2003 році. З 2011 року на факультеті медіа-мистецтв Академії образотворчих мистецтв у Варшаві працює студія просторової діяльності.
Протягом багатьох років студією керували асистенти: Ева Боне (2003-2004), Катажина Краков'як (2004-2007), Кароліна Кубік (2010-2013), Анна Йохимек (2013-2015), Зуза Голінська (2015-2018), Анна Шимомура та Тимек Брайндал (2018-).
Завдання Студії просторової діяльності — намагатися розпізнати та творчо формувати простори, в яких ми рухаємось та працюємо. ПДП у своїй діяльності виходить за межі Академії, звертаючи увагу на соціальні та політичні проблеми. Студенти досліджують культурну чутливість, шукаючи власну художню ідентичність. Визначаючи свої місця, обмінюючись думками з представниками інших місць, вони окреслюють зони спілкування.
Випускники студії просторової діяльності: Магдалена Ангульська, Кшиштоф Багінський, Анна Байорек, Томаш Бамбот, Кароліна Банаховіч, Марцін Беднарчик, Матеуш Хорубський, Норберт Дельман, Домініка Фарино, Александра Герлах, Зуза Голіньська, Лаура Грудневська, Анна Йохимек, Марта Кахняж, Кароль Качоровський, Моніка Карчмарчик, Анна Касперська, Каміль Котарба, Ольга Ковальська, Катажина Краков'як, Себастян Крок, Кароліна Кубік, Магдалена Лазарчик, Юстина Лось, Марцін Моравицький, Марта Мрочковська, Міхаліна Людмила Муселак, Марта Мельцарек, Тимон Ногальський, Агнєшка Новак, Анета Птак-Руфіно, Войтек Пустола, Іво Рахвал, Біанка Роландо, Францішек Орловський, Матеуш Садовський, Яна Шостак, Агнешка Собчак, Міколай Собчак, Гжегож Стефанський, Мартина Сцібіор, Ізабела Тарасевич, Пйотр Урбанець, Марія Войцеховська, Аліція Висоцька, Пйотр Жилінський.

## Відзнаки та нагороди
- Нагорода 100-ліття Союзу Сценічних Авторів і Композиторів (2018)[30]
- Діамант Третього каналу Польського радіо (пол. Diament Trójki) (2017)[31]
- Нагорода ім.Марії та Лукаша Хіршовичів за 2015 рік (2016)[32]
- Офіцерський хрест Ордеру Відродження Польщі (2014)[33][34]
- Перла Гонорова Польської економіки (пол. Perła Honorowa Polskiej Gospodarki) в категорії Культура (2013)[35]
- Нагорода Самоврядування Мазовецького воєводства ім.Ципріана Каміля Норвіда (2012)
- Щорічна нагорода Міністра культури та національної спадщини Польщі (2009)[36]
- Диплом за визначні заслуги для популяризації Польщі у світі удостоєне Міністерством закордонних справ (2009)[37]
- Паспорт «Політики» (1995)
- Стипендія Miesa van der Rohe (1991)